# Generaliści i specjaliści (ekologia)
Generaliści, specjaliści – terminy używane w ekologii w odniesieniu do gatunku.
Generalista posiada szerokie spektrum pokarmowe (generalista pokarmowy) lub występuje w wielu różnych siedliskach (generalista siedliskowy).
Specjaliści przystosowali się do spożywania ściśle określonego pokarmu (specjalista pokarmowy) lub życia w jednym określonym siedlisku (specjalista siedliskowy).
W rzeczywistości generaliści i specjaliści są to skrajne przypadki gatunków spośród większości wykazujących cechy pośrednie między wysoką specjalizacją, a jej całkowitym brakiem. Specjaliści pokarmowi mogą spożywać grupę gatunków należących do jednego określonego taksonu (często wysokiego poziomu, np. królestwa), ale w obrębie tego taksonu zachowywać się jak generaliści.

## Przykłady specjalistów i generalistów
Koala australijski może trawić tylko liście kilku gatunków drzew. Odżywia się prawie wyłącznie liśćmi eukaliptusa.
Szopy są bardzo dobrym przykładem generalistycznego wszystkożercy, ponieważ żywią się wieloma różnorodnymi pokarmami i zajmują bardzo duży obszar, na którym żyją.

## Wpływ specjalistów i generalistów na ekosystemy
Specjaliści i generaliści w odmienny sposób wpływają na ekosystemy. Specjalista pokarmowy i jego ofiara tworzą zamknięty ekologicznie i ewolucyjnie układ. Stosowane są do niego terminy „wyścigi zbrojeń”, koewolucja zgodna z hipotezą Czerwonej Królowej. Oznaczają one, że specjalista prowadząc selekcję w populacji ofiar wpływa na ukierunkowana ewolucję tej populacji. Ofiary stają się coraz szybsze, coraz lepiej się ukrywają, uzyskują ubarwienie ochronne lub akcesoria zmniejszające ich atrakcyjność dla specjalisty (np. kolce). Jednocześnie specjalista ewoluuje aby móc dopaść coraz szybsze ofiary, wypatrzyć ukrywające się osobniki, móc spożyć ofiary z kolcami. Istnienie tego typu zależności potwierdzono modelami sztucznego życia.
Generaliści natomiast wybierają spośród wielu gatunków ofiar takie ich proporcje, jakie określa ich dostępność. Zatem najwięcej będzie ofiar z gatunku najliczniejszego, najmniej z gatunku najmniej licznego. Powoduje to ustabilizowanie się układu, gdyż często ofiary konkurują ze sobą o te same zasoby. Układ taki bez generalisty przestaje być stabilny, co powoduje zanikanie wielu gatunków ofiar i zubożenie ekosystemu.